# Megachile eurimera
Megachile eurimera är en biart som beskrevs av Smith 1854. Megachile eurimera ingår i släktet tapetserarbin, och familjen buksamlarbin. Inga underarter finns listade i Catalogue of Life.